# Никола Корица (илустратор)
Никола Корица (Београд, 1976) српски је илустратор и дизајнер.

## Биографија
Корица је завршио Школу за дизајн 1995. године те дипломирао 2000. године на Факултету примењених уметности у Београду. Током студија почео је са реализовањем илустрација за дечји часопис „Велико двориште”.
Он је сарађивао са издавачким кућама „Креативни центар” и „Клетт” на изради уџбеника. У сарадњи са Издавачком кућом Одисеја је илустровао две сликовнице и већи број романа за децу.
Бави се и графичким дизајном.
Током каријере је излагао на неколико групних изложби.
Добитник је 4. награде на конкурсу за редизајн ИМЛЕК кравице.
Хоби му је стреличарство.

## Одабране илустрације
- Моја сестра живи на камину
- Пас и његов дечак
- Сто сати мрака
- Доживљаји риђег гусара Туфа
- Намештаљка
- Загонетна кућа у шуми
- Казанска звезда
- Само право
- Интернет детективи III - Пуним једрима
- Интернет детективи II - Бег с мреже
- Интернет детективи I - Бандити у мрежи
- Направи превозна средства
- Кад сат откуца тринаест
- Лепо име Никола
- Чудесан живот: Како да пронађете смисао свог постојања